# Carola Librandi
Carola Librandi (Genova, 22 maggio 1989) è una calciatrice italiana, centrocampista del Molassana Boero.

## Caratteristiche tecniche
Giocatrice duttile, in carriera è stata impiegata sia nel reparto difensivo come difensore centrale che a centrocampo.

## Carriera
Carola Librandi ha iniziato la sua carriera nelle giovanili della Pegliese prima di passare all'Atletico Quarto e dal 2005 al Bogliasco Pieve, con cui ha disputato sei stagioni conquistando la promozione dalla C alla B (2006) e poi dalla B alla A2 (2011) prima di passare al Molassana Boero nell'estate 2011. All'inizio di agosto 2012 ha lasciato il Molassana Boero e si è trasferita al Cuneo San Rocco. Alla sua seconda stagione con la società cuneense ha contribuito alla vittoria della Serie B 2013-2014, realizzando la rete della vittoria nell'ultima decisiva partita contro il Luserna.
Ha giocato la sua prima stagione in Serie A nelle file del Cuneo nella stagione 2014-2015, scendendo in campo per 22 volte e realizzando due reti. A fine stagione ha lasciato il Cuneo e nel corso del calciomercato estivo è ritornata a Genova, firmando un contratto con il Molassana Boero, dove aveva già giocato nella stagione 2011-2012.

## Palmarès
- Campionato italiano di Serie B: 1

Cuneo: 2013-2014